# Corbița (gmina)
Corbița – gmina w Rumunii, w okręgu Vrancea. Obejmuje miejscowości Buda, Corbița, Izvoarele, Lărgășeni, Ocheșești, Rădăcinești, Șerbănești, Tuțu i Vâlcelele. W 2011 roku liczyła 1793 mieszkańców.